# Roksatidin
Roksatidin acetat je specifični i kompetitivni antagonist H2 receptora. Antisekretorno dejstvo roksatidin acetata je posredovano njegovim glavnim metabolitom, roksatidinom.
Farmakodinamičke studije su pokazale da je 150  roksatidin acetata optimalno u suzbijanju sekrecije želudačne kiseline.

## Spoljašnje veze
|  | Molimo Vas, obratite pažnju na važno upozorenje u vezi sa temama iz oblasti medicine (zdravlja). |